# Moquiniella rubra
Moquiniella rubra là một loài thực vật có hoa trong họ Loranthaceae. Loài này được (A. Spreng.) Balle mô tả khoa học đầu tiên năm 1954.